# Cascade (Seychelles)
Cascade è uno dei 26 distretti delle Seychelles, appartenente all'isola di Mahé.